# 伊能昌幸
伊能 昌幸（いのう まさゆき、1995年10月18日 - ）は、日本の俳優。熊本県出身。

## 経歴
進学のため京都へ転居し、京都造形芸術大学 映画学科制作コースへ入学。2016年公開の映画『べー。』（阪元裕吾監督）にて俳優活動を開始。卒業後は関西の補聴器販売会社に就職するがその後離職し、ニート中に阪元裕吾監督に誘われて2019年より正式に俳優の道に進んだ。
ボクシング歴10年やキックボクシング、太道、ムエタイ、柔術等、多種多様な格闘技経験を活かしたアクションを得意としている。

## 人物
- 趣味：映画鑑賞、漫画鑑賞、スニーカー収集
- 特技：アクション、ボクシング、キックボクシング、太道、ムエタイ、柔術
- 好きなもの：スターウォーズ 、母の焼豚、肉魚プロテイン、動物、甘い物
- 苦手なもの：サメ、閉所、水辺全般。※サメが苦手なため、浴槽や水辺等の水全般が怖い。
- アレルギー：猫アレルギー
- 身体備考：トップス:XL、ボトムス:M
- 靴：26.5cm ※スタンスミスは27cm。
- ピアス：右耳5、左耳5 ドンキで購入
- タバコ：パーラメントライト6mm
- 好きな色：赤、青、黒、オレンジ
- 好きなブランド：adidas
- 好きなエナドリ：モンスターエナジー
- 誘惑に負ける食べ物：ラーメン、チョコ
- 癖：物の匂いを嗅ぐ

## 出演

### 映画
- べー。（2016年） - 影山兄 役、YouTube[1]
- スロータージャップ（2017年） - 国岡晋三 役 ※ゆうばり国際ファンタスティック映画祭2018出品作
- ファミリー☆ウォーズ（2018年8月25日公開） - 隣人(松木元逆) 役
- 最強殺し屋伝説国岡（2019ゆうばり国際ファンタスティック映画祭にて公開） - 主演・国岡昌幸 役[2]
- 辰巳（2024年公開） - 手下 役
- 恋の墓（2020年10月3日公開）
- 帰ってきた一文字拳（2019年） - まーくん 役
- 東京ドラゴン飯店（2020年） - ノウズ 役
- 奈落の翅
- ある用務員（2021年1月29日公開） - 長谷川ヒロ 役
- ベイビーわるきゅーれ（2021年7月30日公開） - 大出 役 ※非公式役名
- 黄龍の村（2021年9月24日公開） - 梶原健人 役
- 宇宙人の画家（2022年7月2日公開、ブライトホース・フィルム） - 傭兵 役
- グリーンバレット 最強殺し屋伝説国岡 [合宿編] （2022年8月26日公開） - 主演・国岡昌幸 役
- オカルトの森へようこそ　THE MOVIE（2022年8月27日公開）- 守り人　タダシ 役
- 恋い焦れ歌え
- ヒットマン・ロイヤー（2023年4月21日公開）
- ネムルバカ（2025年3月20日公開） - 荒比屋 役[3][4]
- フレイムユニオン 最強殺し屋伝説国岡 私闘編（2025年10月10日公開予定） - 主演・国岡昌幸 役[5]

### テレビドラマ
- 龍虎の理（2021年5月28日、日本映画専門チャンネル）
- 龍虎の理2（2021年6月26日、日本映画専門チャンネル）
- 邪神の天秤 公安分析班 第5話、6話（2022年3月13日、WOWOW） - 長尾役
- ああ、ラブホテル 〜秘密〜 第7話「HAPPENING KILLER」（2023年6月30日、WOWOW） - 主演・K 役[6]

### ウェブドラマ・配信
- すじぼり （2019年） 監督: 小林勇貴 - 松原役、U-NEXT）
- シンデレラ地獄へ行く （2019年）監督: 大野大輔、阪元裕吾 - 南平大 役
- 国岡 × BBC コラボムービー - 主演・国岡昌幸 役、YouTube
- 青田、35歳の夏。第2話「kazuo 篇」- kazuo役、YouTube
- ヘブンズ・ラッシュ - 国岡昌幸役、YouTube[7]

### 舞台
- あの頂上を目指して〜14年越しの奇跡〜（2021年7月28日 - 8月1日、恵比寿・エコー劇場）- 小野瀬良太役

### ミュージックビデオ
- 東京初期衝動『エンドロール』 - 国岡昌幸役[8]

- ハンブレッダーズ『カラオケ・サマーバケーション』 - 不良役[9]